# Jean Leonetti
Ne doit pas être confondu avec Jean Léonetti, sénateur des Français du Maroc.
Pour les articles homonymes, voir Leonetti.
Jean Leonetti est un homme politique français, né le 9 juillet 1948 à Marseille (Bouches-du-Rhône).
Ancien vice-président du Parti radical puis de l'UMP et des Républicains, il est maire d'Antibes depuis 1995 et président de la communauté d'agglomération Sophia Antipolis depuis 2002.
Il est principalement connu pour être à l'origine de la loi du 22 avril 2005 relative à la fin de vie, qui porte son nom.
Député des Alpes-Maritimes entre 1997 et 2017, il a été ministre chargé des Affaires européennes du 29 juin 2011 au 10 mai 2012, et président par intérim des Républicains entre juin et octobre 2019.

## Biographie
Jean Leonetti est né dans une famille d'origine corse et de conviction politique de gauche, d'un père journaliste à Nice-Matin et d'une mère écrivaine de romans historiques, après avoir été tous deux instituteurs.
Après des études à l'université de la Méditerranée Aix-Marseille II, Jean Leonetti devient médecin cardiologue.
Il est maire de la ville d'Antibes depuis 1995. Il devient député de la 7e circonscription des Alpes-Maritimes à l’issue des élections législatives de 1997, recueillant au deuxième tour 72,96 % des suffrages exprimés dans un duel face au candidat du Front national Robert Crépin (27,04 %). Il est réélu député de la 7e circonscription des Alpes-Maritimes au premier tour lors des législatives de 2002 avec 53,1 %, des législatives de 2007 avec 63,99 % des voix, et des législatives de 2012 avec 51,10 %.
Il est l'un des vice-présidents du groupe UMP de l'Assemblée nationale au cours de la XIIIe législature de la Cinquième République. Il est reconduit à ce poste le 26 juin 2012, pour la XIVe législature, avec huit autres députés. Sur les douze députés du Parti radical, il fait partie des sept qui siègent dans le groupe UMP plutôt que dans le groupe de l'Union des démocrates et indépendants (UDI) présidé par Jean-Louis Borloo.
Longtemps vice-président du Parti radical, il démissionne de ce poste le 4 juillet 2012, n'étant plus en accord avec la ligne du parti qui revendique son autonomie vis-à-vis de l'UMP,. Jean Leonetti est en effet partisan du maintien du PR dans l'UMP. Il reste membre du Parti radical.
Le 29 juin 2011, il est nommé ministre chargé des Affaires européennes, auprès du ministre d'État, ministre des Affaires étrangères et européennes dans le troisième gouvernement François Fillon. Il est remplacé à l'Assemblée nationale par son suppléant Michel Rossi.
Il soutient François Fillon lors du congrès de 2012 pour la présidence de l'UMP. Par ailleurs, il dépose avec d'autres personnalités la déclaration de principe du mouvement France moderne et humaniste. Le 3 février 2013, il est nommé vice-président de l'UMP (au titre des « mouvements ») et membre de la commission de révision des statuts du parti.
En vue du congrès de 2014 pour la présidence de l'UMP faisant suite à la démission de Jean-François Copé, il soutient la candidature de Bruno Le Maire. Il se prononce pour Alain Juppé lors de la primaire présidentielle des Républicains de 2016.
Début 2018, il devient président du conseil national des Républicains, succédant à Luc Chatel. Il devient en outre, le 17 juin 2018, vice-président délégué du parti, en remplacement de Virginie Calmels. Après démission de Laurent Wauquiez, le 2 juin 2019, il devient président des Républicains par intérim. Il assure cette fonction jusqu'à la tenue d'un congrès visant à élire un nouveau président du parti. Christian Jacob lui succède le 13 octobre 2019.

## Travaux parlementaires
Très impliqué dans les questions d'éthique, notamment médicales, Jean Leonetti a présidé la « Mission parlementaire sur l’accompagnement de la fin de vie » en 2004, qui a conduit à la rédaction d'un rapport Léonetti 1, le 30 juin 2004. Ce rapport contient entre autres les besoins des professionnels de santé et de la population concernant la fin de vie.
Ce premier rapport conduit à la « loi relative aux droits des malades et à la fin de vie » no 2005-370 du 22 avril 2005 dont il était le rapporteur au Parlement. Cette mission lui avait été confiée par le président Jacques Chirac et le gouvernement Raffarin à la suite de l'affaire Vincent Humbert de 2003.
Le 5 mars 2003, il est à l'origine d'une proposition, non discutée à l'époque, de reconnaître « l'œuvre positive de l'ensemble de nos citoyens qui ont vécu en Algérie pendant la période de présence française », cosignée par 107 autres députés.
En 2008, à la suite de l'affaire Chantal Sébire, Jean Léonetti rédige un deuxième rapport pour évaluer la loi du 22 avril 2005.

## Détail des fonctions et des mandats
Au gouvernement
- 29 juin 2011 - 10 mai 2012 : ministre auprès du ministre d'État, ministre des Affaires étrangères et européennes, chargé des Affaires européennes

À l'Assemblée nationale
- 12 juin 1997 - 29 juillet 2011 : député de la 7e circonscription des Alpes-Maritimes
- 20 juin 2012 - 20 juin 2017 : député de la 7e circonscription des Alpes-Maritimes

Au niveau local
- 25 juin 1995 - 18 mars 2001 : maire d'Antibes
- 19 mars 2001 - 9 mars 2008 : maire d'Antibes
- 10 mars 2008 - 23 mars 2014 : maire d'Antibes
- 24 mars 2014 - 15 mars 2020 : maire d'Antibes
- depuis le 26 mai 2020 : maire d'Antibes
- depuis le 1er janvier 2002 : président de la communauté d'agglomération Sophia Antipolis

Au sein de partis politiques
- Vice-président du Parti radical
- 3 février 2013 - 15 juin 2014 : vice-président de l'UMP
- depuis le 17 juin 2018 : vice-président délégué et président du Conseil national des Républicains
- 2 juin 2019 - 13 octobre 2019 : président des Républicains par intérim

Autres
- 2010-2011 : président de la Fédération hospitalière de France

## Publications
- Le Principe de modération, éditions Michalon, 2003  (ISBN 2841861937).
- Vivre ou laisser mourir : Respecter la vie, accepter la mort, éditions Michalon, 2005  (ISBN 2841862577).
- La République des valeurs : Une éthique du politique, éditions Vuibert, 2006  (ISBN 2711772993).
- C'est ainsi que les hommes meurent, Plon, 2015.